# Weimarklassicismen

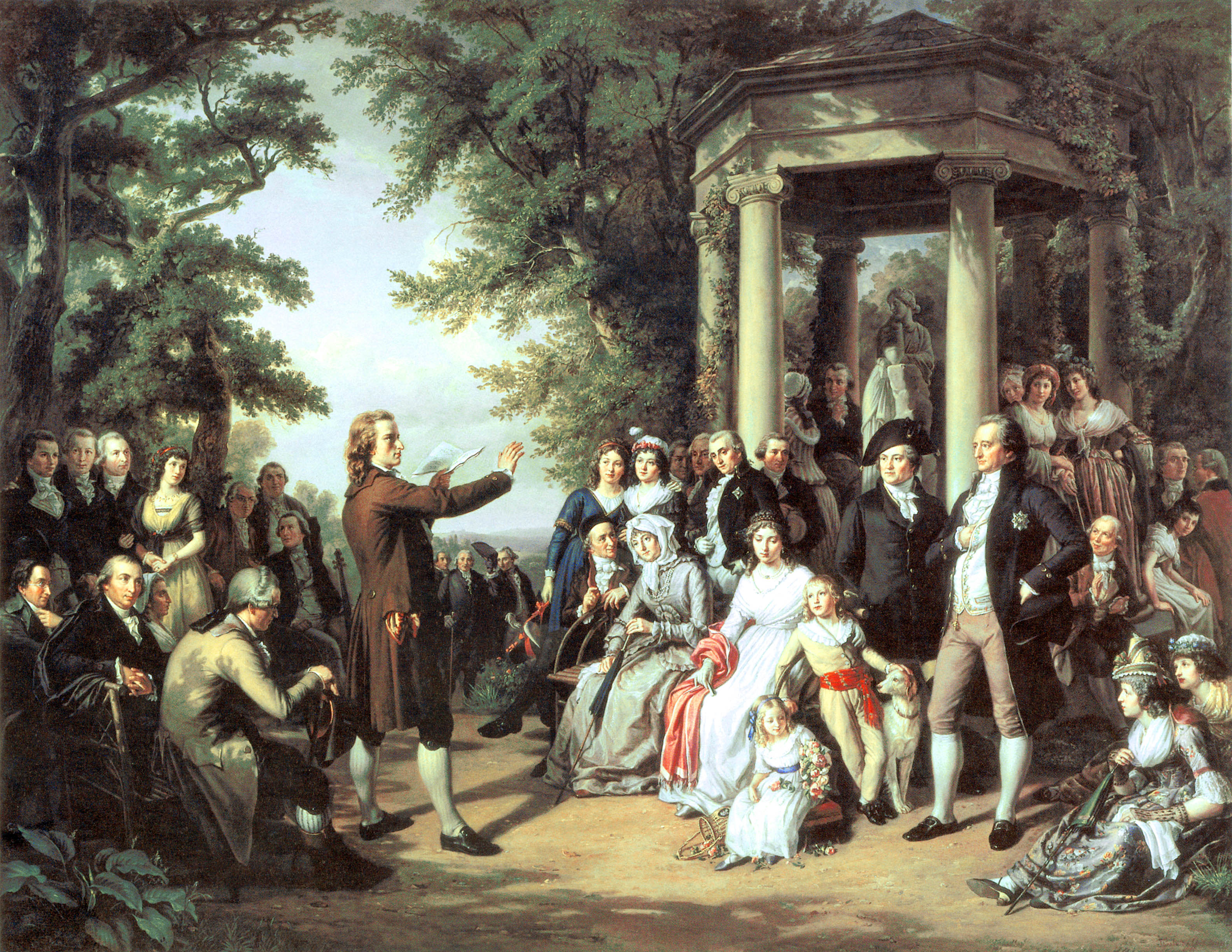
Theobald von Oer: Hovet av muser i Weimar. Schiller läser högt. Bland åhörarna sitter Wieland längst till vänster, strax framför honom Herder (med sin hustru Maria Karoline Flachsland) och till höger framför kolonnen står Goethe.

Weimarklassicismen (tyska: Weimarer Klassik) betecknar en litterär rörelse i Tyskland, framförallt i Weimar och Jena i övergången mellan 1700- och 1800-talet. 
Weimarklassicismen i vid bemärkelse avser "de fyra stjärnorna från Weimars" litterära produktion, det vill säga Christoph Martin Wieland, Johann Wolfgang Goethe, Johann Gottfried Herder och Friedrich Schiller. Ofta begränsas begreppet till Schillers och Goethes samverkan mellan 1794 och 1805. Weimarklassicismen varade till tiden för Schillers död 1805. 
Innehållsmässigt handlade Weimarklassicismen om att etablera en ny humanism. Detta skulle ske på grundval av romantikens, klassicismens och upplysningstidens idéer.